# Linia 2 metra w Seulu
Linia 2 metra w Seulu – jedna z linii metra w stolicy Korei Południowej, Seulu. Linia jest zbudowana w kształcie zamkniętego kręgu i jest najdłuższą linia metra (60,2 km) o takim kształcie na świecie. Poza pętlą linia posiada dwie odnogi (Seongsu i Sinjeong). Linia jest oznaczona numerem 2 i kolorem zielonym.
Budowę linii nr 2 rozpoczęto 3 marca 1978 roku, pierwszy odcinek został uruchomiony 31 października 1980 roku, a linia jako pętla została ukończona ona została 22 maja 1984 roku. Całą linię uruchomiono przy otwarciu linii nr 3 i linii nr 4. Linię nr 2 połączono ze stacją Seolleung linii Bundang 29 sierpnia 2003 roku.
Najważniejsze stacje na trasie linii to, między innymi: Ratusz (City Hall), Wangsimni, Dongdaemun, Seongsu, Sindorim, Sinseol-dong i Kkachisan.